# La Boussac
La Boussac é uma comuna francesa na região administrativa da Bretanha, no departamento Ille-et-Vilaine. Estende-se por uma área de 22,17 km². Em 2010 a comuna tinha 1 223 habitantes (densidade: 55,2 hab./km²).